# Arichanna prodictyota
Arichanna prodictyota är en fjärilsart som beskrevs av Eugen Wehrli 1924. Arichanna prodictyota ingår i släktet Arichanna och familjen mätare. Inga underarter finns listade i Catalogue of Life.